# 金星煥 (1953年)
金星焕（韓語：김성환，1953年4月13日—），韩国外交官。毕业于京畿高中，1976年获首尔大学经济学学士学位，2000年任外交通商部北美局审议官，2001年升任北美局局长，2002年派为韩国驻乌兹别克斯坦大使，2005年回国任外交通商部企划管理室室长，次年改派韩国驻奥地利大使，2008年3月任外交通商部第二次長，6月任外交安保秘书官至2010年10月，2010年10月8日就任韩国第36任外交通商部部長。

## 荣誉
- 青条勤政勋章（2013年6月30日[1]）